# Diaspora (software)
Diaspora este un server web personal care rulează o rețea socială. Instalațiile individuale a software Diaspora au capaciate de a comunica între ele, formând astfel o rețea socială decentralizată Diaspora.